# Fumaráz
A fumaráz (vagy fumarát hidráz) a Krebs-ciklus (citromsavciklus) egyik enzime, ami a fumarát hidratációs reakcióját (vízaddícióját) katalizálja, melynek eredményeként L-malát jön létre.
Fumarát + H2O  ↔  L-Malát

## Biokémiai útvonal
- Fumarát
- L Malát

## Külső hivatkozások
- Az élesztő fumaráz enzim kristályszerkezete